# Philipp Kohlschreiber
Philipp Eberhard Hermann Kohlschreiber (Augsburgo, 16 de octubre de 1983), más conocido como Philipp Kohlschreiber, es un exjugador profesional de tenis alemán. Su mejor actuación en un torneo de Grand Slam fue en los cuartos de final de Wimbledon 2012. También llegó 5 veces a los cuartos de final en torneos Masters 1000.
Es el sexto tenista con más participaciones en torneos de Grand Slam de la historia, completando 68, los que incluyen 19 Abiertos de Estados Unidos y 17 Abiertos de Francia.
Se retiró del profesionalismo el 22 de junio de 2022 a los 38 años.

## Biografía
Philipp Kohlschreiber nació el 16 de octubre de 1983 en Augsburgo, Alemania. Sus padres son Maria y Gerhard. Además, tiene dos hermanas, Sandra y Gerlinde. Empezó a jugar al tenis a los 4 años de edad, prefiriendo las canchas de polvo de ladrillo. Desde el 2002 su novia Lena lo acompaña por toda la gira ATP. Kohlschreiber es un jugador con mucho talento, aunque es muy irregular. Tiene un gran control de la pelota, pero el golpe que suele desestabilizar a su rival es su revés plano a una mano. A partir de septiembre de 2010 su preparador físico es Marco Panicci y su entrenador es Stephan Fehske. A Kohlschreiber también le gustan mucho otros deportes, entre ellos el fútbol, donde su equipo favorito es el FC Bayern Múnich.

## Carrera profesional

### 2000-2005
En el 2000 disputó su primer Challenger en Eckental (Alemania) donde pierde en la primera ronda ante el checo Radek Štěpánek por 3-6, 3-6. Al año siguiente decidió dedicarse al tenis por completo. De esta manera, empieza a jugar Futures y Challengers a lo largo del 2001, aunque no logra grandes resultados. 
En el 2002 realiza su debut en un torneo profesional en el Torneo de Múnich, en Alemania, perdiendo ante Nicolas Lapentti por 6-4, 4-6, 5-7. Además, juega su primer Masters Series, en Hamburgo, donde es derrotado por el entonces número uno del ranking mundial, Lleyton Hewitt, por un marcador de 5-7, 4-6 en la primera ronda. Ese mismo año captura su primer Future en Países Bajos F1, disputado en la ciudad de Enschede, venciendo en la final al japonés Jun Kato por 6-1, 6-7(3–7), 6-3, y también llega a la final en el Future de Jamaica F16, disputado en Bahía Montego, sucumbiendo ante el francés Cedric Kauffmann por 2-6, 2-6.
En el 2003 Kohlschreiber se integra definitivamente a la gira de Challenger, y luego de varios cuartos de final alcanzados, logra ganar su primer Challenger en Tumkur la (India) sobre canchas de cemento, derrotando en la final a Lee Childs, por 7-5, 7-6(7–5). También disputa el International Series de Gstaad, en Suiza, aunque caen en la primera ronda ante Paul-Henri Mathieu por 3-6, 1-6. Este año, Philipp disputa su primer torneo de Grand Slam, en el Abierto de los Estados Unidos, en el cual sería derrotado en la primera ronda por David Nalbandian por 4-6, 6-7(4–7), 3-6.
El año 2004 supone una gran integración de Kohli al circuito profesional de la ATP. Llegaría a los cuartos de final en el Torneo de Auckland, donde caería ante Dominik Hrbaty por 1-6, 6-3, 3-6, luego de haber derrotado a Luis Horna 6-4, 6-3 y a Gaston Gaudio 7-6(4–7), 6-1. También le ganaría al número seis del ranking, Rainer Schuettler, en el Torneo de Dubái, por 3-6, 6-4, 6-4, para caer posteriormente ante Feliciano López por 3-6, 4-6. Volvería a disputar el Abierto de los Estados Unidos, en el cual vencería en la primera ronda a Julien Benneteau por 6-1, 6-1, 6-4, y sería derrotado en la segunda ronda por Feliciano López por 5-7, 5-7, 7-6(7–5), 6-1, 2-6. En cuanto a Challengers, se consagra campeón en Hilversum Países Bajos) derrotando a Dennis van Scheppingen por 4-6, 6-4, 6-4, y llegaría a la final de los Challengers de Reggio Emilia, en Italia, y de Isla Reunión, en Francia, perdiendo ante Olivier Mutis por 2-6, 6-0, 3-6 y ante Michal Tabara por 1-6, 6-2, 4-6, respectivamente. Este sería el primer año en el cual el alemán terminaría dentro de los 100 mejores del ranking ATP, terminando en la posición 88 de la clasificación mundial.
Ya en el 2005 Philipp, luego de caer en las primeras rondas de Adelaida y Auckland, logra acceder a la cuarta ronda del Abierto de Australia, en donde caería derrotado ante Andy Roddick por 3-6, 6-7(6–8), 1-6. Tiempo después alcanzaría la segunda ronda del Torneo de Delray Beach, cayendo ante Jiri Novak 2-6, 1-6. Luego de esto, caería consecutivamente en ocho primeras rondas, incluyendo torneos como los Masters Series de Miami y Hamburgo y también Roland Garros. Pero, con la llegada de la temporada de tenis sobre hierba, sus resultados mejorarían. Llegaría hasta los cuartos de final en Halle, siendo derrotado por Roger Federer con un marcador de 3-6, 4-6. También lograría acceder a los cuartos de final en 's-Hertogenbosch perdiendo por 6-7(1–7), 2-6 ante Jan Hernych. En Wimbledon perdería en primera ronda ante Richard Gasquet por 3-6, 6-3, 3-6, 2-6. Luego de varios torneos más, disputaría el Abierto de los Estados Unidos, perdiendo en la primera ronda ante Tomáš Berdych por 6-7(6–8), 6-7((4–7), 4-6. En este año, Kohlschreiber obtendría su primer título profesional en la modalidad de dobles junto con Lars Burgsmüller, en el torneo de Ho Chi Minh, disputado en Vietnam, venciendo en la final a Ashley Fisher y Robert Lindstedt por 5-6(3–7), 6-4, 6-2. También lograría ganar el Challenger disputado en Isla Reunión, en Francia, en donde vencería en la final a Teimuraz Gabashvili por 6-2, 6-3, y perdería la final del Challenger de Furth, en Alemania, ante Albert Portas con un marcador de 6-7(5–7), 2-6.

### 2006-2010
En 2006 participó en el Abierto de Estados Unidos y fue eliminado en la primera ronda por el estadounidense Sam Querrey, y en dobles hizo pareja con el italiano Andreas Seppi siendo eliminados en la primera ronda por 6-1 y 6-2 ante los hermanos estadounidenses Bryan.
En 2007, Kohlschreiber logró su mejor resultado en un Masters 1000 durante el Masters de Montecarlo, cuando llegó a los cuartos de final después de pasar por la clasificación, venciendo al n.º 12 del mundo David Nalbandian en la segunda ronda. Ganó su primer título de su carrera en Múnich derrotando a Mijaíl Yuzhny en la final, convirtiéndose así en el primer jugador alemán en ganar el evento desde Michael Stich en 1994.
Kohlschreiber comenzó 2008 alcanzando los cuartos de final del Torneo de Doha, y de ganar su segundo título de su carrera en Torneo de Auckland, Nueva Zelanda, donde derrotó a Juan Carlos Ferrero en la final.
Después de la victoria de Kohlschreiber en Auckland, derrotó al n.º 6 del mundo Andy Roddick en la tercera ronda del Abierto de Australia por 6-4, 3-6, 7-6, 6-7 y 8-6.
Kohlschreiber alcanzó un récord personal de 32 aces y 104 puntos ganadores. Perdió en la cuarta ronda ante Jarkko Nieminen por 6-3, 6-7, 6-7, 3-6. Kohlschreiber no pudo convertir 11 puntos de set en el segundo (7) y la tercera (4) juegos.
Kohlschreiber llegó a la final del Torneo de Halle, en su casa, Alemania donde finalmente cayó ante el cuatro veces campeón Roger Federer en dos mangas (3-6 y 4-6). En el Abierto de Estados Unidos, fue derrotado por el serbio Viktor Troicki retirándose del partido cuando el marcador era de 6–2, 3–6, 4–6, 0–3.
Kohlschreiber comenzó 2009, alcanzando los cuartos de final en Doha y Auckland. El alemán llegó a segunda ronda en el Abierto de Australia, donde derrotó a Sam Querrey, antes de perder ante Fabrice Santoro en cinco sets. En el Masters 1000 de Indian Wells, Kohlschreiber derrotó a Nicolás Lapentti por 6-2, 3-6 y 6-3 antes de ser derrotado por Fernando Verdasco en la cuarta ronda. También en 2009, durante Roland Garros, Kohlschreiber derrotó n.º  4 del mundo Novak Djokovic por un triple 6-4, antes de caer en cuarta ronda ante Tommy Robredo.
En la tercera ronda de Wimbledon en 2009, fue derrotado por Roger Federer en cuatro magas (3-6, 2-6, 7-6, 1-6).
En el U.S.Open llega hasta tercera ronda donde es eliminado por el checo Radek Štěpánek en cuatro sets.
Consigue llegar hasta la final del Torneo de Metz, donde cae en la final ante el galo Gael Monfils por 6-7, 6-3 y 2-6.

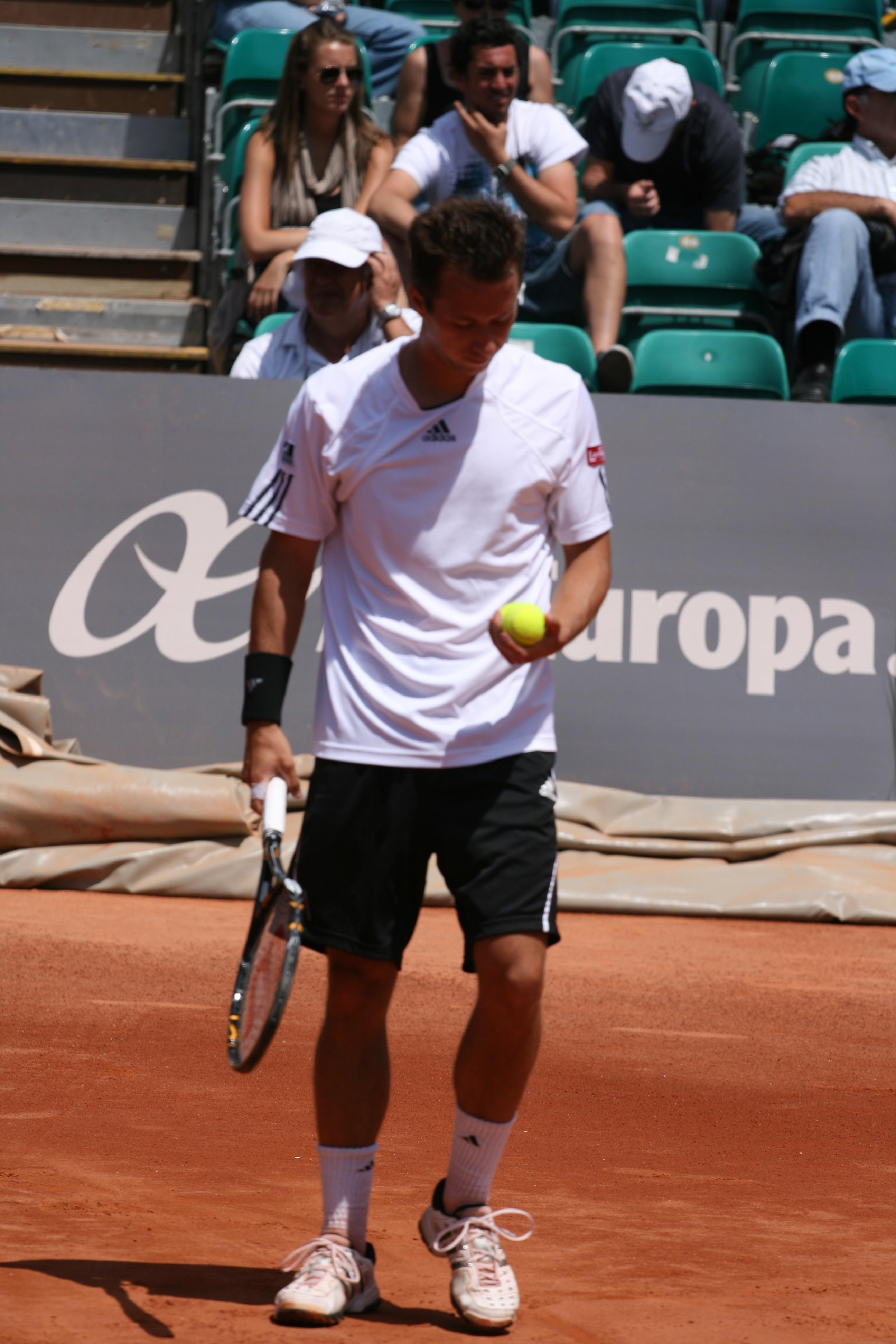
Kohlschreiber en el Masters de Madrid 2009.

### 2010-actualidad
Kohlschreiber comenzó la temporada 2010 en el Torneo de Auckland ganando a Thomaz Bellucci y el francés Marc Gicquel antes de toparse con el eventual finalista Arnaud Clément, perdiendo en tres sets en las semifinales. Kohlschreiber avanzó a la tercera ronda del Abierto de Australia 2010 con victorias sobre Horacio Zeballos y Wayne Odesnik. Perdió ante Rafael Nadal en la tercera ronda por 6-4, 6-2, 2-6, 7-5.
Kohlschreiber volvió a la senda del triunfo en el Masters de Indian Wells como lo había hecho una semana de descanso y luego venció a su compatriota alemán Philipp Petzschner en sets corridos. Luego perdió un desempate en el último set para ante el serbio Novak Djokovic. En el Masters de Miami fue eliminado en la 3.ª ronda, esta vez a manos de Jo-Wilfried Tsonga en sets corridos.
Para iniciar su temporada de tierra, Kohlschreiber fue al Masters de Montecarlo, donde hizo un par de sorpresas. En la primera ronda se impuso a Bellucci en una final de desempate set antes de que ganará al número 4 Andy Murray. A continuación, ganó a Petzschner en sets corridos, para llegar a cuartos de final. Jugó ante el español David Ferrer que le superó 2 sets apretados.
En Wimbledon, Kohlschreiber derrotó a Potito Starace y Teimuraz Gabashvili, antes de perder ante Andy Roddick en la tercera ronda. En el Torneo de Hamburgo perdió ante Thomaz Bellucci en la tercera ronda. En septiembre contrató al exentrenador de Murray, Miles Maclagan. Ya con este entrenador, Philipp solo pudo llegar hasta segunda ronda del Abierto de Estados Unidos cayendo ante Gilles Simon.
Kohlschreiber comenzó su año 2011 en el Torneo de Catar. Ganó su primer partido contra Andreas Seppi por 6-2, 6-4, pero luego perdió ante Ivo Karlović en un partido apretado 7-6, 6-7, 7-6.
A continuación, disputó el Torneo de Auckland. Ganó su partido de primera ronda contra Carlos Berlocq por 2-6, 6-3 y 6-1 y en segunda ganó 6-4, 3-6, 6-2 a Marcel Granollers antes de caer ante el primer cabeza de serie David Ferrer por 3-6, 7-6, 3-6 en los cuartos de final.
En febrero, Kohlschreiber asistió al Torneo de Róterdam. En la primera ronda, se enfrentó a Yen-Hsun Lu, ganando por 6-4, 7-6. En la segunda vuelta, perdió contra el primer cabeza de serie, el número 4 del mundo Robin Soderling por 6-3, 5-7, 7-6.
En la primera ronda de la Copa Davis contra Croacia, Kohlschreiber gana el 1 punto de partido en el segundo partido contra Ivan Dodig para ganar en cinco sets. En el cuarto partido ante Marin Čilić fue derrotado en tres sets para dar el empate a 2 a Croacia. En el decisivo quinto partido, Philipp Petzschner logró llevar a Alemania a la victoria por 3-2. 
Kohlschreiber fue derrotado por Roger Federer en la segunda ronda del Masters de Montecarlo tras vencer a Andrey Golubev en la ronda 1.
Kohlschreiber logró su tercer título de su carrera en el Torneo de Halle tras derrotar a su compatriota Philipp Petzschner en la final. En el camino hacia el título venció a Cedrik-Marcel Stebe, Alexandr Dolgopolov, Lleyton Hewitt y Gaël Monfils. En los Grand Slam tuvo una actuación desastrosa, cayendo tanto en Wimbledon, Roland Garros y US Open en primera ronda.
En 2012, Kohlschreiber llegó hasta cuarta ronda del Abierto de Australia donde cayó en tres sets ante Juan Martín del Potro. Antes eliminó a Juan Mónaco, Alejandro Falla y Pere Riba.
El 6 de mayo conseguía su segundo título en el Torneo de Halle tras vencer en la final a Marin Čilić por 7-6 y 6-3.
En Roland Garros, Philipp solo pudo llegar hasta segundo ronda, donde fue apeado sorprendentemente del torneo parisino por el argentino Leonardo Mayer.
Llegó a las semifinales del Torneo de Halle derrotando a Rafael Nadal en los cuartos de final, 6-3, 6-4. Perdió en las semifinales ante Tommy Haas, por 7-6 (7-5) 7-5, a la postre campeón.
Menos de dos semanas después de la derrota ante Nadal, Kohlschreiber venció Lukáš Rosol en tres sets 6-2, 6-3, 7-6 (8/6) en la tercera ronda del Campeonato de Wimbledon 2012. Curiosamente, Rosol había derrotado a Nadal en la ronda previa de Wimbledon en una de las mayores sorpresas en la historia del Grand Slam. Kohlschreiber avanzó a los cuartos de final de un Grand Slam por primera vez, pero fue derrotado por Jo-Wilfried Tsonga (6-7, 6-4, 6-7, 2-6). Tras esto llegaría a la final del Torneo de Kitzbühel donde cayó en la final ante el holandés Robin Haase en tres sets, 7-6, 3-6 y 2-6.
Cerraría su temporada llegando hasta la cuarta ronda del Abierto de Estados Unidos (su mejor participación en este Grand Slam), donde fue eliminado por Janko Tipsarević en tres sets, antes de eliminar a Michael Llodra, Benoît Paire y John Isner.
Para la temporada 2013, Philipp empieza a competir en el Torneo de Auckland, donde llega hasta la final, que pierde por dos sets (6-7 y 1-6) ante el español David Ferrer.
En el Abierto de Australia, Kohlschreiber, llega hasta tercera ronda, eliminando a Steve Darcis y Amir Weintraub, pero en dicha ronda es eliminado por Milos Raonic en tres sets.
En los primeros Masters 1000 de la temporada, el de Indian Wells y el de Miami es apeado en segunda ronda, por Benoît Paire y David Goffin.
En los Masters 1000 de tierra batida que disputa, Masters de Montecarlo y Masters de Roma llega hasta la tercera ronda en ambos, siendo apeado por Rafael Nadal y David Ferrer respectivamente.
El 5 de mayo, conseguía llegar por tercer año a la final del Torneo de Múnich, pero esta vez no pudo revalidar su título cayendo ante su compatriota Tommy Haas en dos sets (3-6 y 6-7).
En el segundo Grand Slam del año, Roland Garros llega hasta cuarta ronda, consiguiendo su mejor resultado en el torneo parisino. Elimina a Jiri Vesely, Yen-Hsun Lu y Victor Hanescu hasta ser eliminado en dicha fase por el n.º 1, Novak Djokovic a pesar de que el alemán ganó el primer set.
Siguió con su temporada en el Torneo de Halle, donde llegó a cuartos de final, perdiendo ante el ruso Mijaíl Yuzhny. Ya en Wimbledon, Kohlschreiber no pudo pasar de primera ronda tras retirarse de su partido ante Ivan Dodig, cuando había ganado los dos primeros sets. Después alcanzó su segunda final del año en el Torneo de Stuttgart, tras vencer Nils Langer, Gael Monfils y Victor Hănescu, pero en dicha final cae ante Fabio Fognini en tres sets (7-5, 4-6 y 4-6).
No tuvo grandes participaciones en los Masters 1000 del US Open Series, siendo eliminado en primera ronda del Masters de Canadá (perdiendo ante Benoît Paire) y en segunda ronda del Masters de Cincinnati (perdiendo ante Roger Federer). Pero, sin embargo, realiza un gran papel en el US Open, eliminando a Collin Altamirano, Edouard Roger-Vasselin y John Isner, para caer en cuarta ronda ante el n.º 2 Rafael Nadal en cuatro sets (7-6, 4-6, 3-6 y 1-6).
No tuvo una gran actuación en la gira asiática, siendo sus resultados más destacados llegar a segunda ronda del Masters de Shanghái y del Torneo de Pekín, perdiendo ante Juan Martín del Potro y Rafael Nadal, respectivamente.
Cierra su temporada con una tercera ronda en el Masters de París (venciendo a su compatriota Tommy Haas, perdiendo ante Roger Federer).
En dobles capturó de nuevo el título en el Torneo de Doha, junto con Christopher Kas, venciendo a Filip Polášek y Julian Knowle.
Disputó su primer torneo de la temporada en Doha, derrotó a Pablo Andújar en primera ronda, aunque cayó en la segunda ante su compatriota Peter Gojowczyk. Luego disputó el Torneo de Auckland, donde defendía final. Venció a Pablo Carreño y a Horacio Zeballos, cayendo en cuartos de final ante John Isner tras tres tie-breaks. Se tuvo que dar de baja del Abierto de Australia 2014 poco antes de comenzar su partido ante Aljaz Bedene por una lesión en el muslo, perdiéndose así el primer Grand Slam del año.
Se retiró del tenis profesional a los 38 años, luego de su participación en Wimbledon 2022, donde alcanzó la segunda ronda de la fase de clasificación, donde cayó frente a Mijaíl Kukushkin.

## Títulos ATP (15; 8+7)

### Individual (8)
| Leyenda                         |
| Grand Slam (0)                  |
| ATP World Tour Finals (0)       |
| ATP World Tour Masters 1000 (0) |
| ATP World Tour 500 (0)          |
| ATP World Tour 250 (8)          |

| N.º | Fecha               | Torneo        | Superficie    | Oponente en la final | Resultado           |
| --- | ------------------- | ------------- | ------------- | -------------------- | ------------------- |
| 1.  | 30 de abril de 2007 | Múnich        | Tierra batida | Mijaíl Yuzhny        | 2-6, 6-3, 6-4       |
| 2.  | 12 de enero de 2008 | Auckland      | Dura          | Juan Carlos Ferrero  | 7-6(4), 7-5         |
| 3.  | 12 de junio de 2011 | Halle         | Hierba        | Philipp Petzschner   | 7-6(5), 2-0, ret.   |
| 4.  | 6 de mayo de 2012   | Múnich (2)    | Tierra batida | Marin Čilić          | 7-6(8), 6-3         |
| 5.  | 24 de mayo de 2014  | Düsseldorf    | Tierra batida | Ivo Karlović         | 6-2, 7-6(4)         |
| 6.  | 8 de agosto de 2015 | Kitzbühel     | Tierra batida | Paul-Henri Mathieu   | 2-6, 6-2, 6-2       |
| 7.  | 1 de mayo de 2016   | Múnich (3)    | Tierra batida | Dominic Thiem        | 7-6(7), 4-6, 7-6(4) |
| 8.  | 5 de agosto de 2017 | Kitzbühel (2) | Tierra batida | João Sousa           | 6-3, 6-4            |

#### Finalista (10)
| N.º | Fecha                    | Torneo    | Superficie    | Oponente en la final | Resultado           |
| --- | ------------------------ | --------- | ------------- | -------------------- | ------------------- |
| 1.  | 15 de junio de 2008      | Halle     | Hierba        | Roger Federer        | 3-6, 4-6            |
| 2.  | 27 de septiembre de 2009 | Metz      | Dura (i)      | Gaël Monfils         | 6-7(1), 6-3, 2-6    |
| 3.  | 28 de julio de 2012      | Kitzbühel | Tierra batida | Robin Haase          | 7-6(2), 3-6, 2-6    |
| 4.  | 11 de enero de 2013      | Auckland  | Dura          | David Ferrer         | 6-7(5), 1-6         |
| 5.  | 5 de mayo de 2013        | Múnich    | Tierra batida | Tommy Haas           | 3-6, 6-7(3)         |
| 6.  | 14 de julio de 2013      | Stuttgart | Tierra batida | Fabio Fognini        | 7-5, 4-6, 4-6       |
| 7.  | 4 de mayo de 2015        | Múnich    | Tierra batida | Andy Murray          | 6-7(4), 7-5, 6-7(4) |
| 8.  | 14 de julio de 2013      | Stuttgart | Hierba        | Dominic Thiem        | 7-6(4), 4-6, 4-6    |
| 9.  | 16 de abril de 2017      | Marrakech | Tierra batida | Borna Ćorić          | 7-5, 6-7(3), 5-7    |
| 10. | 6 de mayo de 2018        | Múnich    | Tierra batida | Alexander Zverev     | 3-6, 3-6            |

### Dobles (7)
| Leyenda                         |
| Grand Slam (0)                  |
| ATP World Tour Finals (0)       |
| ATP World Tour Masters 1000 (0) |
| ATP World Tour 500 (2)          |
| ATP World Tour 250 (5)          |

| N.º | Fecha                    | Torneo      | Superficie    | Pareja           | Oponentes en la final          | Resultado        |
| --- | ------------------------ | ----------- | ------------- | ---------------- | ------------------------------ | ---------------- |
| 1.  | 26 de septiembre de 2005 | Ho Chi Minh | Moqueta (i)   | Lars Burgsmüller | Ashley Fisher Robert Lindstedt | 6-7(3), 6-4, 6-2 |
| 2.  | 24 de julio de 2006      | Kitzbühel   | Tierra batida | Stefan Koubek    | Oliver Marach Cyril Suk        | 6-2, 6-3         |
| 3.  | 30 de abril de 2007      | Múnich      | Tierra batida | Mijaíl Yuzhny    | Jan Hájek Jaroslav Levinský    | 6-1, 6-4         |
| 4.  | 4 de enero de 2008       | Doha        | Dura          | David Škoch      | Jeff Coetzee Wesley Moodie     | 6-4, 4-6, [11-9] |
| 5.  | 13 de julio de 2008      | Stuttgart   | Tierra batida | Christopher Kas  | Michael Berrer Mischa Zverev   | 6-3, 6-4         |
| 6.  | 14 de junio de 2009      | Halle       | Hierba        | Christopher Kas  | Andreas Beck Marco Chiudinelli | 6-3, 6-4         |
| 7.  | 6 de enero de 2013       | Doha        | Dura          | Christopher Kas  | Filip Polášek Julian Knowle    | 7-5, 6-4         |

#### Finalista (3)
| N.º | Fecha                 | Torneo   | Superficie | Pareja          | Oponentes en la final         | Resultado        |
| --- | --------------------- | -------- | ---------- | --------------- | ----------------------------- | ---------------- |
| 1.  | 24 de febrero de 2008 | Róterdam | Dura (i)   | Mijaíl Yuzhny   | Tomáš Berdych Dmitri Tursúnov | 5-7, 6-3, [7-10] |
| 2.  | 26 de octubre de 2008 | Basilea  | Dura (i)   | Christopher Kas | Mahesh Bhupathi Mark Knowles  | 3-6, 3-6         |
| 3.  | 6 de enero de 2012    | Doha     | Dura       | Christopher Kas | Filip Polášek Lukáš Rosol     | 3-6, 4-6         |

### Competiciones por Equipos
| Leyenda (pre/post 2009)        |
| ------------------------------ |
| Copa Davis (0–0)               |
| Copa Mundial por Equipos (1–2) |
| Copa Hopman (0–0)              |

| Finales por superficie |
| ---------------------- |
| Dura (0–0)             |
| Hierba (0–0)           |
| Tierra batida (1–2)    |
| Moqueta (0–0)          |

| Finales por recinto   |
| --------------------- |
| Al aire libre(o) 1–2) |
| Bajo techo(i) (0–0)   |

| Resultado | N.º | Fecha              | Competición                                        | Superficie        | Pareja/Equipo | Oponentes en la final | Resultado |
| --------- | --- | ------------------ | -------------------------------------------------- | ----------------- | ------------- | --------------------- | --------- |
| Finalista | 1.  | 29 de mayo de 2006 | Copa Mundial por Equipos, Düsseldorf, Alemania     | Tierra batida (o) | Alemania      | Croacia               | 1–2       |
| Finalista | 2.  | 24 de mayo de 2009 | Copa Mundial por Equipos, Düsseldorf, Alemania (2) | Tierra batida (o) | Alemania      | Serbia                | 1–2       |
| Campeón   | 1.  | 22 de mayo de 2011 | Copa Mundial por Equipos, Düsseldorf, Alemania     | Tierra batida (o) | Alemania      | Argentina             | 2-1       |

## Challengers y Futures

### Individuales
| Leyenda           |
| Challengers (3-3) |
| Futures (1-1)     |

| Finales por superficie |
| ---------------------- |
| Dura (2–2)             |
| Hierba (0–0)           |
| Tierra batida (2–2)    |
| Moqueta (0–0)          |

| Finales por recinto    |
| ---------------------- |
| Al aire libre(o) (4–4) |
| Bajo techo(i) (0–0)    |

| Resultado | N.º | Fecha                    | Torneo                     | Superficie        | Oponente en la final   | Resultado          |
| --------- | --- | ------------------------ | -------------------------- | ----------------- | ---------------------- | ------------------ |
| Campeón   | 1.  | 19 de agosto de 2002     | Países Bajos F1, Enschede  | Tierra batida (o) | Jun Kato               | 6-1, 6-7(3–7), 6-3 |
| Finalista | 1.  | 14 de octubre de 2002    | Jamaica F16, Bahía Montego | Dura (o)          | Cedric Kauffmann       | 2-6, 2-6           |
| Campeón   | 2.  | 29 de septiembre de 2003 | Tumkur, India              | Dura (o)          | Lee Childs             | 7-5, 7-6(7–5)      |
| Finalista | 2.  | 21 de junio de 2004      | Reggio Emilia, Italia      | Tierra batida (o) | Olivier Mutis          | 2-6, 6-0, 3-6      |
| Campeón   | 3.  | 19 de julio de 2004      | Hilversum, Países Bajos    | Tierra batida (o) | Dennis van Scheppingen | 4-6, 6-4, 6-4      |
| Finalista | 3.  | 22 de noviembre de 2004  | Isla Reunión, Francia      | Dura (o)          | Michal Tabara          | 1-6, 6-2, 4-6      |
| Finalista | 4.  | 30 de mayo de 2005       | Furth, Alemania            | Tierra batida (o) | Albert Portas          | 6-7(5–7), 2-6      |
| Campeón   | 4.  | 21 de noviembre de 2005  | Isla Reunión, Francia      | Dura (o)          | Teimuraz Gabashvili    | 6-2, 6-3           |

### Dobles
| Leyenda           |
| Challengers (0-0) |
| Futures (1-0)     |

| Finales por superficie |
| ---------------------- |
| Dura (1–0)             |
| Hierba (0–0)           |
| Tierra batida (0–0)    |
| Moqueta (0–0)          |

| Finales por recinto    |
| ---------------------- |
| Al aire libre(o) (0-0) |
| Bajo techo(i) (1–0)    |

| Resultado | N.º | Fecha              | Torneo            | Superficie | Pareja             | Oponentes en la final         | Resultado |
| --------- | --- | ------------------ | ----------------- | ---------- | ------------------ | ----------------------------- | --------- |
| Campeón   | 1.  | 21 de mayo de 2006 | Francia F6, Lille | Dura (i)   | Markus Wislsperger | Jerome Hanquez Regis Lavergne | 6-4, 6-4  |

## Clasificación histórica

### Individuales
| Torneo                      | 2002         | 2003         | 2004         | 2005               | 2006               | 2007               | 2008               | 2009           | 2010           | 2011           | 2012           | 2013           | 2014           | 2015           | 2016           | 2017           | 2018           | 2019           | 2020           | 2021           | 2022           | G–P         |
| --------------------------- | ------------ | ------------ | ------------ | ------------------ | ------------------ | ------------------ | ------------------ | -------------- | -------------- | -------------- | -------------- | -------------- | -------------- | -------------- | -------------- | -------------- | -------------- | -------------- | -------------- | -------------- | -------------- | ----------- |
| Torneos de Grand Slam       |              |              |              |                    |                    |                    |                    |                |                |                |                |                |                |                |                |                |                |                |                |                |                |             |
| Abierto de Australia        | A            | Q            | A            | 4R                 | 2R                 | 2R                 | 4R                 | 2R             | 3R             | 2R             | 4R             | 3R             | A              | 2R             | 1R             | 3R             | 1R             | 2R             | 2R             | A              | 2R             | 24-15       |
| Roland Garros               | A            | Q            | Q            | 1R                 | 2R                 | 2R                 | 1R                 | 4R             | 3R             | 1R             | 2R             | 4R             | 3R             | 2R             | 1R             | 1R             | 1R             | 2R             | 1R             | 3R             | A              | 14-16       |
| Wimbledon                   | Q            | A            | Q            | 1R                 | 3R                 | 1R                 | 1R                 | 3R             | 3R             | 1R             | CF             | 1R             | 2R             | 1R             | 1R             | 1R             | 3R             | 1R             | ND             | 1R             | A              | 13-15       |
| Abierto de EE. UU.          | A            | 1R           | 2R           | 1R                 | 1R                 | 3R                 | 2R                 | 3R             | 2R             | 1R             | 4R             | 4R             | 4R             | 3R             | 1R             | 4R             | 4R             | 1R             | 1R             | 2R             | A              | 24-18       |
| Ganado-Perdido              | 0–0          | 0–1          | 1–1          | 3–4                | 4–4                | 4–4                | 4–4                | 8–4            | 7–4            | 1–4            | 11–4           | 8–4            | 6–3            | 4–4            | 0–4            | 5–4            | 5–4            | 2–4            | 1–2            | 3–3            | 1–1            | 77–67       |
| ATP Masters Series          |              |              |              |                    |                    |                    |                    |                |                |                |                |                |                |                |                |                |                |                |                |                |                |             |
| Indian Wells                | A            | A            | A            | A                  | 3R                 | 2R                 | 3R                 | 4R             | 3R             | 4R             | 2R             | 2R             | 2R             | 3R             | 3R             | 3R             | CF             | 4R             | ND             | 1R             | 1R             | 20-15       |
| Miami                       | A            | A            | A            | A                  | A                  | A                  | 2R                 | 2R             | 3R             | 2R             | 3R             | 2R             | 2R             | A              | A              | 3R             | A              | A              | ND             | A              | A              | 3-9         |
| Montecarlo                  | A            | A            | A            | A                  | A                  | CF                 | 3R                 | 2R             | CF             | 2R             | 2R             | 3R             | 2R             | 2R             | 2R             | A              | 3R             | 2R             | ND             | A              | A              | 19-12       |
| Madrid                      | A            | A            | A            | A                  | A                  | A                  | 2R                 | 3R             | 1R             | A              | 1R             | A              | 1R             | 2R             | 1R             | 1R             | 3R             | 2R             | ND             | A              | A              | 7-10        |
| Roma                        | A            | A            | A            | A                  | A                  | A                  | A                  | 2R             | 2R             | 2R             | 1R             | 3R             | 3R             | 2R             | 2R             | A              | 3R             | 3R             | A              | A              | A              | 13-9        |
| Canadá                      | A            | A            | A            | A                  | A                  | 1R                 | 1R                 | 2R             | CF             | 1R             | 3R             | 1R             | 1R             | A              | A              | A              | A              | A              | ND             | A              | A              | 5-8         |
| Cincinnati                  | A            | A            | A            | A                  | A                  | 2R                 | CF                 | 1R             | 3R             | 3R             | 1R             | 2R             | 2R             | 1R             | A              | A              | 1R             | A              | A              | A              | A              | 10-9        |
| Shanghái                    | No Disputado | No Disputado | No Disputado | Tennis Masters Cup | Tennis Masters Cup | Tennis Masters Cup | Tennis Masters Cup | 1R             | 1R             | A              | 2R             | 2R             | A              | A              | 1R             | A              | A              | A              | No disputado   | No disputado   | No disputado   | 3-6         |
| París                       | A            | A            | A            | A                  | A                  | A                  | 3R                 | 1R             | 1R             | 2R             | 1R             | 3R             | 2R             | A              | 1R             | A              | 2R             | A              | A              | A              | A              | 7-9         |
| Hamburgo                    | 1R           | A            | A            | 1R                 | 1R                 | 2R                 | 1R                 | ATP 500 Series | ATP 500 Series | ATP 500 Series | ATP 500 Series | ATP 500 Series | ATP 500 Series | ATP 500 Series | ATP 500 Series | ATP 500 Series | ATP 500 Series | ATP 500 Series | ATP 500 Series | ATP 500 Series | ATP 500 Series | 1-5         |
| Ganado-Perdido              | 0–1          | 0–0          | 0–0          | 0–1                | 2–2                | 6–5                | 9–8                | 8–8            | 11–8           | 7–7            | 5–8            | 8–7            | 5–8            | 4–5            | 3–6            | 2–3            | 10–6           | 7–4            | 0–0            | 0–1            | 0–1            | 87–90       |
| Estadísticas de su Carrera  |              |              |              |                    |                    |                    |                    |                |                |                |                |                |                |                |                |                |                |                |                |                |                |             |
| Torneos Disputados          | 3            | 3            | 10           | 25                 | 21                 | 24                 | 21                 | 27             | 25             | 24             | 26             | 25             | 26             | 23             | 24             | 17             | 24             | 22             | 7              | 9              | 3              | 349         |
| Títulos-Finales             | 0–0          | 0–0          | 0–0          | 0–0                | 0–0                | 1–1                | 1–2                | 0–1            | 0–0            | 1–1            | 1–2            | 0–3            | 1–1            | 1–2            | 1–2            | 1–2            | 0–1            | 0–0            | 0–0            | 0–0            | 0–0            | 8–18        |
| Total de Victorias-Derrotas | 0–3          | 1–3          | 6–10         | 12–25              | 24–20              | 33–27              | 32–21              | 40–27          | 37–21          | 31–27          | 42–24          | 32–25          | 37–25          | 32–23          | 32–21          | 25–16          | 24–24          | 21–22          | 2–7            | 7–9            | 1–3            | 478–387     |
| Clasificación a fin de año  | 247          | 208          | 88           | 86                 | 62                 | 32                 | 28                 | 27             | 34             | 43             | 20             | 22             | 24             | 34             | 32             | 29             | 34             | 79             | 98             | 114            | -              | $13,749,731 |

## Copa Davis
Kohlschreiber realizó su debut en Copa Davis el 6 de abril de 2007. Desde entonces se ha convertido en uno de los jugadores más importantes del equipo alemán de Copa Davis. Su récord en individuales es de 9 victorias y 8 derrotas.

### Participaciones 21 (11-10)
| Categoría             |
| --------------------- |
| Grupo Mundial (11–10) |
| Grupo I (0–0)         |
| Grupo II (0–0)        |
| Grupo III (0-0)       |
| Grupo IV (0-0)        |

| Partidos por superficie |
| ----------------------- |
| Dura (3-5)              |
| Tierra batida (8–5)     |
| Hierba (0–0)            |
| Moqueta (0–0)           |

| Partidos por recinto   |
| ---------------------- |
| Al aire libre(o) (3–3) |
| Bajo techo(i) (8–7)    |

- Indican si la Nación ganó o perdió la eliminatoria de una determinada ronda de la Copa Davis, seguido del resultado, la fecha, el lugar donde se celebró el encuentro, la ronda y la superficie.

| Victoria-Derrota                                                                                                   | N.º                                                                                              | Partido N°                                                                                       | Modalidad/Pareja                                                                                 | Nación adversaria                                                                                | Oponente/s                                                                                       | Resultado                                                                                        |
| 3–2; 6-8 de abril de 2007; Sleuyter Arena, Ostende, Bélgica; Cuartos de final; Tierra batida (i)                   | 3–2; 6-8 de abril de 2007; Sleuyter Arena, Ostende, Bélgica; Cuartos de final; Tierra batida (i) | 3–2; 6-8 de abril de 2007; Sleuyter Arena, Ostende, Bélgica; Cuartos de final; Tierra batida (i) | 3–2; 6-8 de abril de 2007; Sleuyter Arena, Ostende, Bélgica; Cuartos de final; Tierra batida (i) | 3–2; 6-8 de abril de 2007; Sleuyter Arena, Ostende, Bélgica; Cuartos de final; Tierra batida (i) | 3–2; 6-8 de abril de 2007; Sleuyter Arena, Ostende, Bélgica; Cuartos de final; Tierra batida (i) | 3–2; 6-8 de abril de 2007; Sleuyter Arena, Ostende, Bélgica; Cuartos de final; Tierra batida (i) |
| --- | ------------------------------------------------------------------------------------------------ | ------------------------------------------------------------------------------------------------ | ------------------------------------------------------------------------------------------------ | ------------------------------------------------------------------------------------------------ | ------------------------------------------------------------------------------------------------ | ------------------------------------------------------------------------------------------------ |
| Victoria | 1.                                                                                               | II                                                                                               | Individuales                                                                                     | Bélgica                                                                                          | Olivier Rochus                                                                                   | 6-3, 7-5, 7-6(7–4)                                                                               |
| Derrota | 1.                                                                                               | V                                                                                                | Individuales                                                                                     | Bélgica                                                                                          | Dick Norman                                                                                      | 2-6, 3-6                                                                                         |
| 2–3; 21-23 de septiembre de 2007; Estadio Olimpiski, Moscú, Rusia; Semifinales; Tierra batida (i)                  |                                                                                                  |                                                                                                  |                                                                                                  |                                                                                                  |                                                                                                  |                                                                                                  |
| Victoria | 2.                                                                                               | II                                                                                               | Individuales                                                                                     | Rusia                                                                                            | Nikolai Davydenko                                                                                | 6-7(7–5), 6-2, 6-2, 4-6, 7-5                                                                     |
| Derrota | 2.                                                                                               | V                                                                                                | Individuales                                                                                     | Rusia                                                                                            | Igor Andreev                                                                                     | 3-6, 6-3, 0-6, 3-6                                                                               |
| 3–2; 8-10 de febrero de 2008; Volkswagen Halle, Brunswick, Alemania; Primera Ronda; Tierra batida (i)              |                                                                                                  |                                                                                                  |                                                                                                  |                                                                                                  |                                                                                                  |                                                                                                  |
| Victoria | 3.                                                                                               | I                                                                                                | Individuales                                                                                     | Corea del Sur                                                                                    | Jae-Sung An                                                                                      | 6-2, 6-2, 6-2                                                                                    |
| Victoria | 4.                                                                                               | III                                                                                              | Dobles (con Philipp Petzschner)                                                                  | Corea del Sur                                                                                    | Woong-Sun Jun / Jae-Sung An                                                                      | 6-1, 6-3, 6-3                                                                                    |
| Victoria | 5.                                                                                               | IV                                                                                               | Individuales                                                                                     | Corea del Sur                                                                                    | Lee Hyung-taik                                                                                   | 6-0, 4-6, 6-1, 7-6(7–1)                                                                          |
| 1–4; 11-13 de abril de 2008; AWD-Dome, Bremen, Alemania; Cuartos de final; Dura (i)                                |                                                                                                  |                                                                                                  |                                                                                                  |                                                                                                  |                                                                                                  |                                                                                                  |
| Derrota | 3.                                                                                               | II                                                                                               | Individuales                                                                                     | España                                                                                           | David Ferrer                                                                                     | 7-6(7–3), 3-6, 4-6, 2-6                                                                          |
| Derrota | 4.                                                                                               | III                                                                                              | Dobles (con Philipp Petzschner)                                                                  | España                                                                                           | Feliciano López / Fernando Verdasco                                                              | 7-6(7–3), 6-7(1–7), 4-6, 6-2, 10-12                                                              |
| 3–2; 6-8 de marzo de 2009; Olympia Eissportzentrum, Garmisch-Partenkirchen, Alemania; Primera Ronda; Dura (i)      |                                                                                                  |                                                                                                  |                                                                                                  |                                                                                                  |                                                                                                  |                                                                                                  |
| Victoria | 6.                                                                                               | II                                                                                               | Individuales                                                                                     | Austria                                                                                          | Jurgen Melzer                                                                                    | 6-7(4–7), 4-6, 6-4, 6-3, 6-3                                                                     |
| Victoria | 7.                                                                                               | III                                                                                              | Dobles (con Nicolas Kiefer)                                                                      | Austria                                                                                          | Julian Knowle / Alexander Peya                                                                   | 6-3, 7-6(8–6), 3-6, 6-4                                                                          |
| 2–3; 10-12 de julio de 2009; Plaza de Toros de Puerto Banus, Marbella, España; Cuartos de final; Tierra batida (o) |                                                                                                  |                                                                                                  |                                                                                                  |                                                                                                  |                                                                                                  |                                                                                                  |
| Victoria | 8.                                                                                               | II                                                                                               | Individuales                                                                                     | España                                                                                           | Tommy Robredo                                                                                    | 6-3, 6-4, 6-4                                                                                    |
| Victoria | 9.                                                                                               | IV                                                                                               | Individuales                                                                                     | España                                                                                           | Fernando Verdasco                                                                                | 6-4, 6-2, 1-6, 2-6, 8-6                                                                          |
| 1–4; 5-7 de marzo de 2010; Palais des Sports, Tolón, Francia; Primera Ronda; Dura (i)                              |                                                                                                  |                                                                                                  |                                                                                                  |                                                                                                  |                                                                                                  |                                                                                                  |
| Derrota | 5.                                                                                               | I                                                                                                | Individuales                                                                                     | Francia                                                                                          | Gael Monfils                                                                                     | 1-6, 4-6, 6-7(5–7)                                                                               |
| Derrota | 6.                                                                                               | III                                                                                              | Dobles (con Christopher Kas)                                                                     | Francia                                                                                          | Julien Benneteau / Michaël Llodra                                                                | 1-6, 4-6, 6-1, 5-7                                                                               |
| 5–0; 17-19 de septiembre de 2010; TC Weissenhof Stuttgart, Stuttgart, Alemania; Play-Off; Tierra batida (o)        |                                                                                                  |                                                                                                  |                                                                                                  |                                                                                                  |                                                                                                  |                                                                                                  |
| Victoria | 10.                                                                                              | I                                                                                                | Individuales                                                                                     | Sudáfrica                                                                                        | Rik De Voest                                                                                     | 6-4, 6-4, 6-4                                                                                    |
| 3–2; 4-6 de marzo de 2011; Dom Sportova, Zagreb, Croacia; Primera Ronda; Dura (i)                                  |                                                                                                  |                                                                                                  |                                                                                                  |                                                                                                  |                                                                                                  |                                                                                                  |
| Victoria | 11.                                                                                              | II                                                                                               | Individuales                                                                                     | Croacia                                                                                          | Ivan Dodig                                                                                       | 6-4, 3-6, 4-6, 7-6(8–6), 6-4                                                                     |
| Derrota | 7.                                                                                               | IV                                                                                               | Individuales                                                                                     | Croacia                                                                                          | Marin Čilić                                                                                      | 2-6, 3-6, 6-7(6–8)                                                                               |
| 1–4; 8-10 de julio de 2011; TC Weissenhof Stuttgart, Stuttgart, Alemania; Cuartos de final; Tierra batida (o)      |                                                                                                  |                                                                                                  |                                                                                                  |                                                                                                  |                                                                                                  |                                                                                                  |
| Derrota | 8.                                                                                               | II                                                                                               | Individuales                                                                                     | Francia                                                                                          | Gael Monfils                                                                                     | 6-7(3–7), 6-7(5–7), 4-6                                                                          |
| Derrota | 9.                                                                                               | V                                                                                                | Individuales                                                                                     | Francia                                                                                          | Jo-Wilfried Tsonga                                                                               | 6-7(3–7), 6-7(5–7)                                                                               |
| 0–5; 1-3 de febrero de 2013; Parque Roca, Buenos Aires, Argentina; Primera Ronda; Tierra batida (o)                |                                                                                                  |                                                                                                  |                                                                                                  |                                                                                                  |                                                                                                  |                                                                                                  |
| Derrota | 10.                                                                                              | I                                                                                                | Individuales                                                                                     | Argentina                                                                                        | Carlos Berlocq                                                                                   | 3-6, 7-5, 2-6, 6-4, 4-5 y Retiro                                                                 |